# Stephen Billington

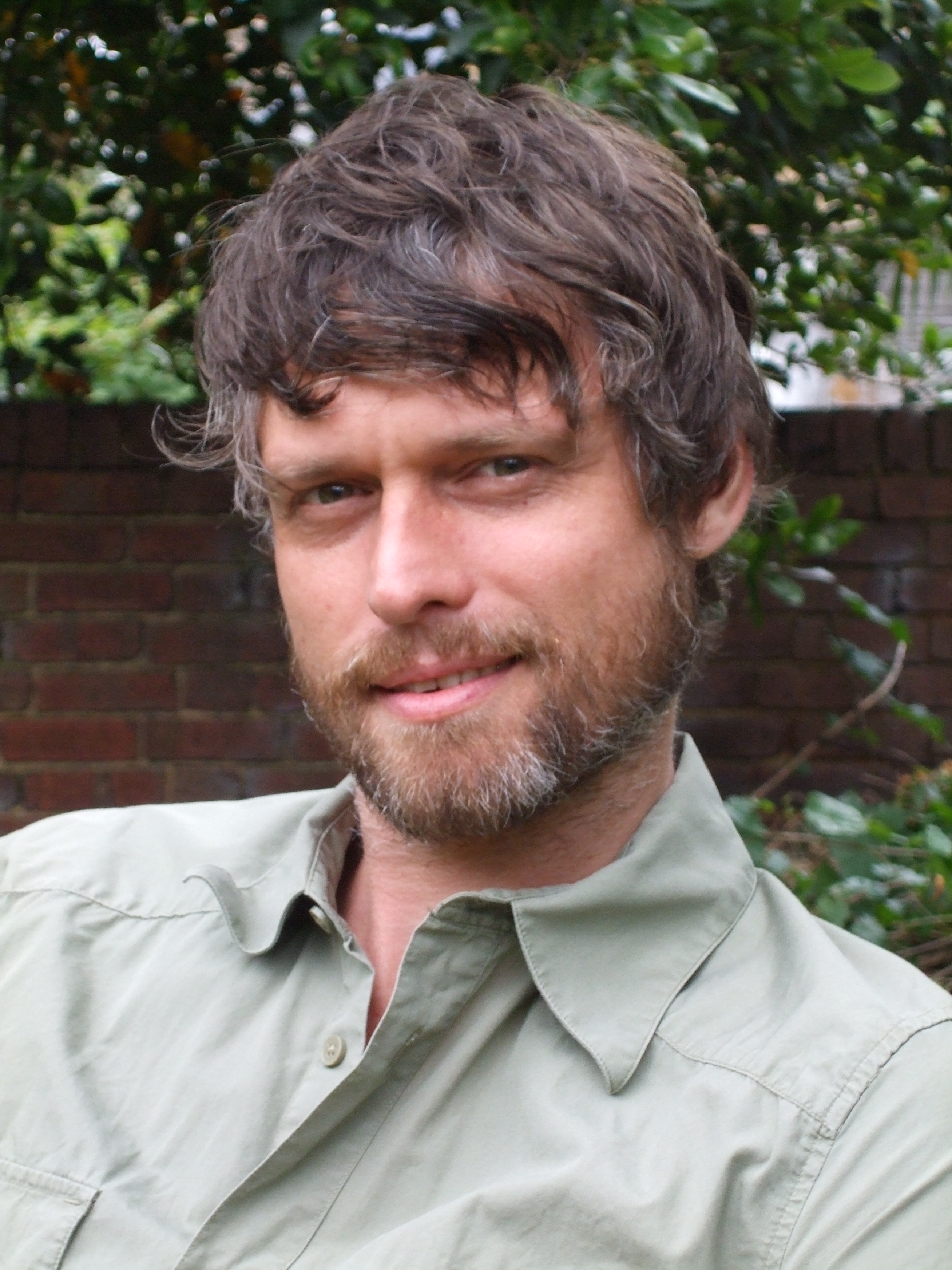
Stephen Billington (2008)

Stephen Billington (* 10. Dezember 1969 in Municipal Borough of Farnworth, Lancashire, England) ist ein britischer Schauspieler.

## Leben
Billington wurde am 10. Dezember 1969 im Municipal Borough of Farnworth geboren, laut anderen Angaben am 10. Dezember 1964 in Metropolitan Borough of Bolton. Er lernte das Schauspiel am Drama Centre London. Ab den 1990er Jahren folgten erste Besetzungen in Fernsehserien sowie eine Nebenrolle in Braveheart. Außerdem war er in sechs Episoden der Fernsehserie Out of the Blue in der Rolle des P.C. Alex Holder zu sehen. Von 1998 bis 1999 verkörperte er die Rolle des Greg Kelly in insgesamt 116 Episoden der Fernsehserie Coronation Street. Als Vampir Dracula II wirkte er in den Filmen Wes Craven präsentiert Dracula II – The Ascension und Wes Craven präsentiert Dracula III – Legacy mit. 2010 verkörperte er in zehn Episoden der Fernsehserie Casualty die Rolle des Edward Thurlow. Von 2013 bis 2014 war er in der Rolle des Danny Lomax in insgesamt 96 Episoden der Fernsehserie Hollyoaks zu sehen. 2015 spielte er im Tierhorrorfernsehfilm Lake Placid vs. Anaconda mit. 2017 folgte die Besetzung als DI Knight in 20 Episoden der Fernsehserie Armchair Detectives.

## Filmografie (Auswahl)
- 1994: Space Cops – Tatort Demeter City (Space Precinct, Fernsehserie, Episode 1x06)
- 1995: Die Freibeuterinnen (The Buccaneers, Miniserie, 2 Episoden)
- 1995: Braveheart
- 1995: Out of the Blue (Fernsehserie, 6 Episoden)
- 1997: The Man Who Made Husbands Jealous (Miniserie, 3 Episoden)
- 1997: Rules of Engagement (Fernsehfilm)
- 1998: Jonathan Creek (Fernsehserie, 2 Episoden)
- 1998–1999: Coronation Street (Fernsehserie, 116 Episoden)
- 1999: Raven – Die Unsterbliche (Highlander: The Raven, Fernsehserie, Episode 1x17)
- 2001: Queen of Swords (Fernsehserie, Episode 1x13)
- 2001: Trumps (Kurzfilm)
- 2001: Relic Hunter – Die Schatzjägerin (Relic Hunter, Fernsehserie, Episode 2x20)
- 2002: Resident Evil
- 2002: Callas Forever
- 2002: Inquisition (Fernsehfilm)
- 2002: Young Arthur (Fernsehfilm)
- 2003: Wes Craven präsentiert Dracula II – The Ascension ((Wes Craven presents) Dracula II: Ascension)
- 2004: The Tulse Luper Suitcases, Part 3: From Sark to the Finish
- 2004: Girl Afraid (Kurzfilm)
- 2005: God’s Army IV – Die Offenbarung (The Prophecy: Uprising)
- 2005: Wes Craven präsentiert Dracula III – Legacy ((Wes Craven presents) Dracula III: Legacy)
- 2005: Ein Leben in Koffern (A Life in Suitcases)
- 2006: Doctors (Fernsehserie, Episode 8x40)
- 2007: So war der Wilde Westen (The Wild West, Miniserie, Episode 1x01)
- 2007: Northern Cowboys (Kurzfilm)
- 2007: Oh Happy Day
- 2007: Exitz
- 2007: Apeth (Kurzfilm)
- 2007: The Un-Gone (Kurzfilm)
- 2010: Der Exorzismus der Emma Evans (La possessión de Emma Evans)
- 2010: Casualty (Fernsehserie, 10 Episoden)
- 2013: Doctors (Fernsehserie, 2 Episoden)
- 2013: Invasion Roswell (Fernsehfilm)
- 2013–2014: Hollyoaks (Fernsehserie, 96 Episoden)
- 2015: Lake Placid vs. Anaconda (Fernsehfilm)
- 2015: Angel
- 2017: Armchair Detectives (Fernsehserie, 20 Episoden)
- 2018: The Self-Tapers (Fernsehserie, Episode 1x07)
- 2021: Margate Murder Mystery (Fernsehserie, 2 Episoden)